# أندرياس لوبيتز
أندرياس غونتر لوبيتز (بالألمانية: Andreas Lubitz)‏ (28 ديسمبر 1987 – 24 March 2015) كان طيار ألمانى يعمل لشركة جيرمان وينجز، وهي شركة تابعة لشركة الطيران الدولي لوفتهانزا. لوبيتز يشغل وظيفة مساعد الطيار في رحلة جيرمان وينجز 9525، التي تحطمت في جبال الألب الفرنسية في 24 مارس 2015, فقتل نفسه جنبا إلى جنب مع 149 آخرين. وقد أصدرت السلطات الفرنسية والألمانية والمديرين التنفيذيين لشركة لوفتهانزا بيانات تشير إلى أنهم يعتقدون أن لوبيتز قد حطم الطائرة عمدا في عملية انتحار جماعي.

## النشأة

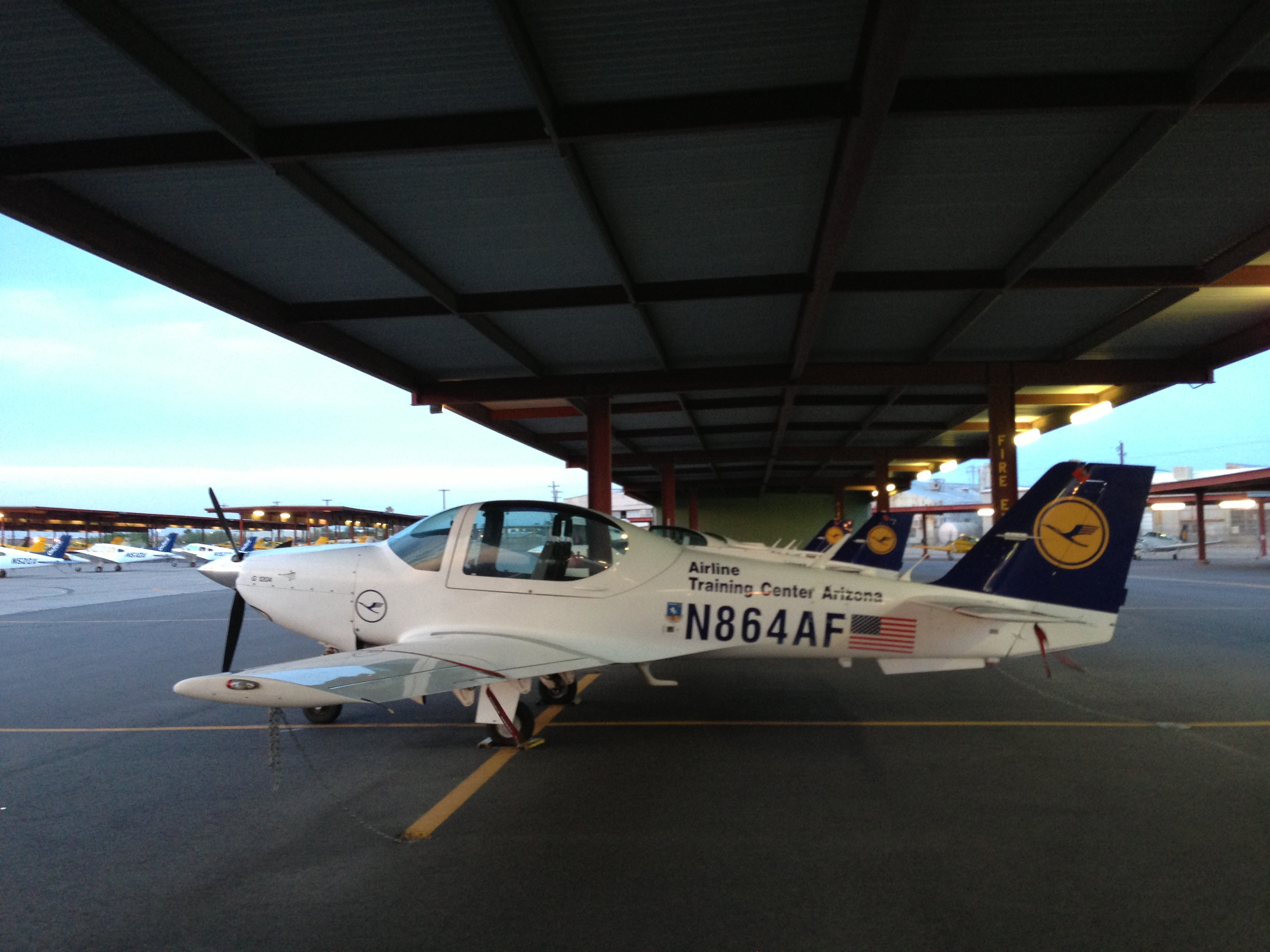
لوفتهانزا رحلة تدريب في مطار فينيكس جوديير

لوبيتز ولد في مونتاباور في الدولة الألمانية من راينلند بالاتينات. كانت والدته معلمة للبيانو وكان والده رجل أعمال. تم قبول لوبيتز في برنامج للتدريب لدى لوفتهانزا بعد المدرسة الثانوية، وابتداء من عام 2008، تدرب في بريمن، ألمانيا وغوديير (أريزونا). ثم عمل مضيف (طيران) في شركة الطيران ثم أمضى فترة انتظار لمدة أحد عشر شهرا. ثم إلتحق بجيرمان وينجز في سبتمبر 2013، وكان قد أمضى 630 ساعة طيران خبرة في وقت الحادث. حضر لوبيتز دروسا في التحليق في Luftsportclub Westerwald المحلية. تدرب كطيار في مدرسة تدريب الطيران لوفتهانزا في بريمن. كان لوبيتز عداءا مولعا وركض نصف الماراثون فرانكفورت في عام 2011 و 2012 و 2013. قبل التدريب كطيار، عمل لوبيتز بدوام جزئي في برغر كينغ حيث وصفه مدير أعماله بأنه «يمكن الاعتماد عليه.»
تلقى لوبيتز تدريب الطيارين من خلال التدريب على الطيران لوفتهانزا والطائرات في مركز تدريب لوفتهانزا التجريبى على الطيران في جوديير، أريزونا. لوبيتز أخذ إجازة من التدريب على الطيران بسبب ظهور الاكتئاب. أكمل في وقت لاحق التدريب، بعد أن شغل وظيفة مضيف قبل أن يصبح طيارا في لوفتهانزا.قامت مستشفى دوسلدورف الجامعي بإصدار بيان ان لوبيتز تلقى العلاج لحالة أخرى من الاكتئاب في 10 آذار. وكان لديه مذكرة طبية تستثنيه من العمل يوم الحادث، ولكن عثر عليها ممزقة في شقته. لوبيتز كان يتلقى علاجا طبيا لمشاكل في الرؤية. وقالت صديقته السابقة، وهي مضيفة، أنه كان يشعر بانقباض عند الحديث عن العمل، وكان يستيقظ وهو يصرخ في الليل.

## تحطم رحلة جيرمان وينجز 9525
كان لوبيتز مساعد الطيار في رحلة جيرمان وينجز 9525، التي تحطمت في جبال الألب الفرنسية يوم 24 مارس عام 2015، مما أدى إلى مصرعه مع 149 آخرين. وقال ممثلو الادعاء الفرنسي والألماني والمديرين التنفيذيين للوفتهانزا أنهم يعتقدون أن لوبيتز قد أسهم في تحطم الطائرة عمدا.
وعقب الحادث، فتشت الشرطة الألمانية شقة لوبيتز في 26 مارس 2015. وأصدروا في وقت لاحق بيانا جاء فيه ان لوبيتز قد أخفى مرضه غير المحدد الحالي من مرؤسيه. وقال ممثلو الادعاء إن الوثائق الطبية التي استولوا عليها من المنزل أشارت إلى "مرض فعلي مع تقرير العلاج الطبي المناسب." تلك وجدت بين الوثائق وكانت هناك ملاحظات قد قام المريض بتمزيقها قبل يوم الحادث وقد أشار ذلك بشكل قطعى أن المتوفى كان يخبئي مرضه عن رؤساؤه في العمل. واستمر في الطيران. بالرغم من أنه لديه شهادة تنص على أنه لا يصلح للعمل. في 28 مارس عام 2015، فتشت السلطات منزله مرة أخرى، ووجدت دليل على أنه كان يأخذ أدوية، ويعانى من أمراض نفسية جسمية."